# Reflexspår
Ett reflexspår liknar ett ljusspår, men istället för lampor längs spåret finns det bara reflexer och personerna som går längs spåret måste lysa med någon form av lampa (till exempel en ficklampa) för att hitta.